# Grębocin nad Strugą
Grębocin nad Strugą (do 2008 Grębocin-Wybudowanie) – część urzędowa Torunia. Zajmuje powierzchnię 251,7 ha. Mieści się w północno-wschodniej części Torunia, pomiędzy granicą administracyjną miasta, linią kolejową Toruń Wschodni-Lipno i ul. Olsztyńską. W 2016 roku liczba osób zameldowanych na pobyt stały na Grębocinie nad Strugą wynosiła 3 702 osoby.
Grębocin nad Strugą jest słabo zagospodarowany. Zachodnia część Grębocina nad Strugą składa się z osiedli wielorodzinnych TTBS, osiedli komunalnych i prywatnych nieruchomości, wschodnia pełni funkcję magazynowo-składową.